# 熱血硬派くにおくん 番外乱闘編
『熱血硬派くにおくん 番外乱闘編』（ねっけつこうはくにおくん ばんがいらんとうへん）は、1990年12月7日に日本のテクノスジャパンから発売されたゲームボーイ用ベルトスクロールアクションゲーム。
全10ステージであり、通信ケーブルを使用する事で2人同時プレイも可能となっている。難易度は3段階から選べるが、初心者モードだと4ステージまでしか進めない。
日本国外版ではゲームボーイ版『ダブルドラゴン』の続編に設定変更されて、『Double Dragon II』として発売された。主人公は『ダブルドラゴン』のリー兄弟に差し替えられ、背景なども変更されている。

## 設定

### ストーリー
宗方興業の社長の一人息子である裕二は次々と近辺の学校を支配下に置いていった。
ある日、裕二は熱血高校のマドンナ・美穂子に一目惚れをして連れていこうとする。それをひろしが止めに入ると、ひろしは裕二達によって全治三か月の重傷を負ってしまう。
事情を聞いたくにおは、宗方興業に行こうと立ち上がった。その時、りきが現れ共闘を申し出る。そして二人は宗方興業ビルに向かうのであった。

### ステージ構成
ステージ1
- 学校の校門前から始まり、地下鉄駅の入り口を目指す。

ステージ2
- 地下鉄駅の構内を進む（1回目）。

ステージ3
- 電車内で敵の雑魚と対決する（1回目）。

ステージ4
- 段差のあるプラットホームから始まり、改札口を目指す（1回目）。

ステージ5
- 商店街を進み、地下鉄駅の入り口が隣にある駐車場を目指す。

ステージ6
- 地下鉄駅の構内を進む（2回目）。

ステージ7
- 電車内で敵の雑魚と対決する（2回目）。

ステージ8
- 段差のあるプラットホームから始まり、改札口を目指す（2回目）。

ステージ9
- 高級団地街を進み、宗方興業を目指す。

ステージ10
- 宗方興業ビル内をエレベーターを使用して進み、今までに登場した敵と対決する。最上階に最終ボスが存在する。

## 登場人物

### プレイヤーキャラクター
くにお
1Pキャラクター。キャラクターデザインは『ダウンタウン熱血物語』とほぼ同じ。海外版ではビリー・リーに差し替えられている。
りき
2Pキャラクター。やはりキャラクターデザインは『ダウンタウン熱血物語』とほぼ同じ。海外版ではジミー・リーに差し替えられている。

### 敵キャラクター

#### 雑魚
これらの雑魚は正式名称が不明なので（仮称）とする。
不良学生A（仮称）
武器は持たず、パンチやキックで攻撃してくる。
不良学生B（仮称）
木刀を所持したグラサンの男。
チーマーA（仮称）
不良学生Aと同様に素手で戦う雑魚。
チーマーB（仮称）
チェーンを所持した黒髪の男。
宗方興業社員A（仮称）
ドスを持った法被姿の組員。2面ボスとして初登場する。
宗方興業社員B（仮称）
武器が拳銃になっている以外は社員Aと変わらない。4面ボスとして初登場する。

#### ボス
藤堂達也（とうどう たつや）
1面ボス。学生ボクシングチャンピオン。藤堂護との関係は不明。
村田誠二（むらた せいじ）
5面ボス。鉄パイプを持った暴走族のヘッド。海外版ではチェーンソーを所持したジェイソンもどきに差し替えられている。
剛田太（ごうだ ふとし）
8面ボス。ボディビルダー。海外版ではキャラクターの攻撃パターンすら差し替えられて、代わりにスマートな体格の忍者が登場する。
大石為右衛門（おおいし ためうえもん）
9面ボス。チョンマゲ姿の力士。海外版では警棒を持ったガードマンに差し替えられている。
宗方裕二（むなかた ゆうじ）
最終ボス。遊び人の格好をしているが、戦闘能力は高い。しかも彼との対決直前には、前述のボス4人が再登場する。
2016年発売の『ダウンタウン乱闘行進曲 かちぬきかくとうSP』ではくにお達にリベンジを企み、騒動の黒幕として登場する。

## 移植版
| No. | タイトル                      | 発売日       | 対応機種        | 開発元           | 発売元                 | メディア                            | 型式 | 備考 | 出典        |
| --- | ----------------------------- | ------------ | --------------- | ---------------- | ---------------------- | ----------------------------------- | ---- | ---- | ----------- |
| 1   | 熱血硬派くにおくん 番外乱闘編 | 2012年8月8日 | ニンテンドー3DS | テクノスジャパン | アークシステムワークス | ダウンロード (バーチャルコンソール) | -    |      | [ 2 ] [ 3 ] |

## スタッフ
日本国内版『熱血硬派くにおくん 番外乱闘編』
- プログラム：よしはらまさひろ、きくちひろゆき
- キャラクター・デザイン：根立克行
- 背景デザイン：とうごうかずよ
- デザイン・アシスト：緒方孝治、斉藤伸一
- 作曲：うらかわさとし
- サウンド・プログラム：平沢道也、亀岡義弘
- パッケージ・デザイン：向井久美子、山根明子
- 企画・制作：斉藤伸一

日本国外版『DOUBLE DRAGON II』
- プログラム：よしはらまさひろ、きくちひろゆき
- キャラクター・デザイン：緒方孝治、せきかわじゅんいちろう
- 背景デザイン：ひらばやしくにひろ、斉藤伸一
- サウンド・コンポーズ：澤和雄
- サウンド・プログラム：平沢道也
- グラフィック・デザイン：向井久美子、山根明子
- スペシャル・サンクス：きどまりこ
- ディレクター：斉藤伸一

## 評価
ゲーム誌『ファミコン通信』の「クロスレビュー」では合計24点、『ファミリーコンピュータMagazine』の読者投票による「ゲーム通信簿」での評価は以下の通りとなっており、21.85点（満30点）となっている。また、同雑誌1991年5月10日号特別付録の「ファミコンロムカセット オールカタログ」では、「ユニークなリアクションがウリのゲームだ」と紹介されている。
| 項目 | キャラクタ | 音楽 | 操作性 | 熱中度 | お買得度 | オリジナリティ | 総合  |
| 得点 | 3.93       | 3.57 | 3.51   | 3.85   | 3.58     | 3.41           | 21.85 |